# Prinzregentenstraße 20 (Bad Kissingen)

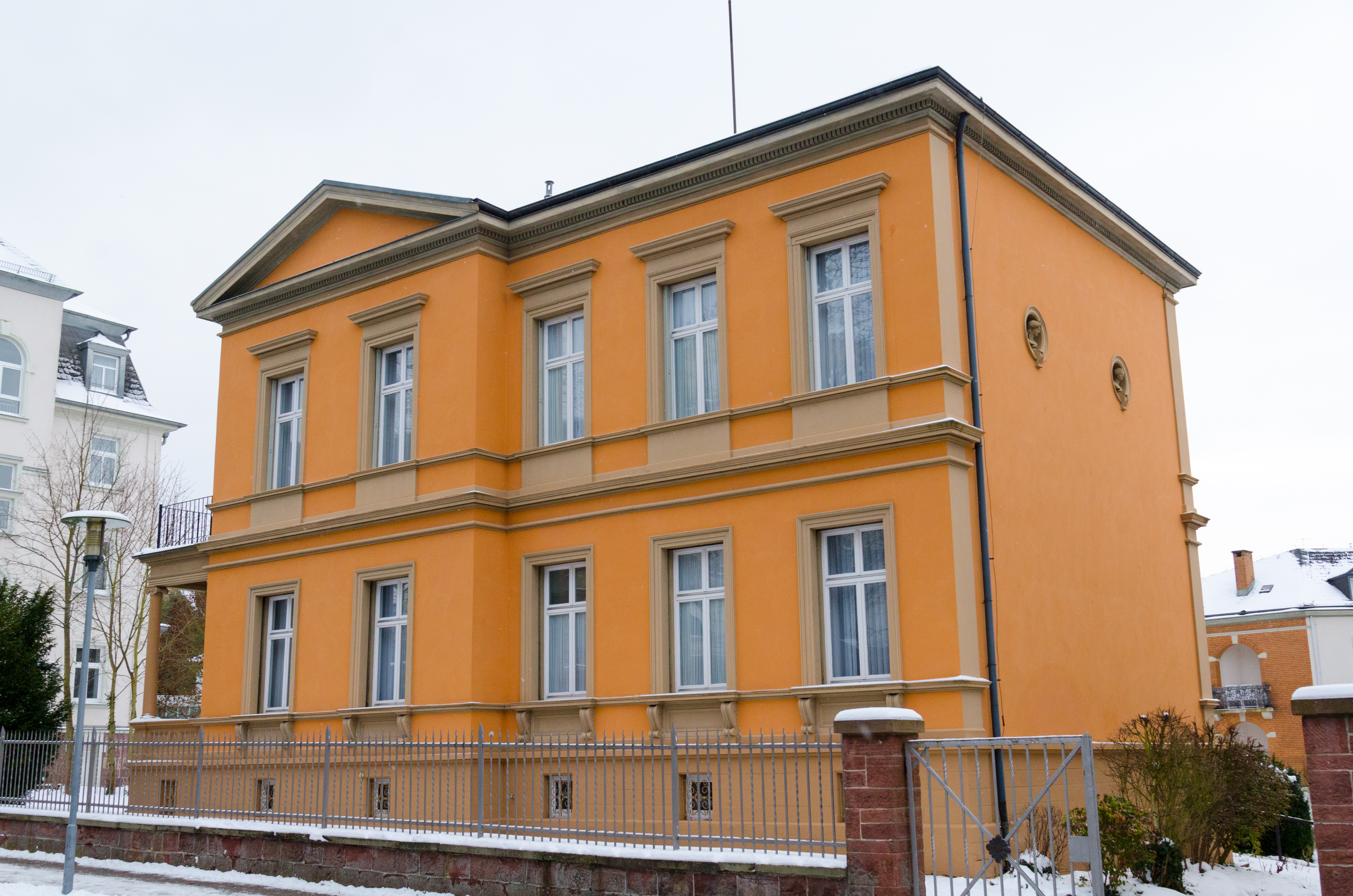
Prinzregentenstraße 20 in Bad Kissingen

Das Gebäude Prinzregentenstraße 20 in Bad Kissingen, der Großen Kreisstadt des unterfränkischen Landkreises Bad Kissingen gehört zu den Bad Kissinger Baudenkmälern und ist unter der Nummer D-6-72-114-328 in der Bayerischen Denkmalliste registriert.

## Geschichte
Die Villa mit ionischer Vorhalle wurde im Jahr 1874 von dem Architekten Wilhelm Hammeran aus Frankfurt am Main errichtet. Die Villa mit ihren schlichten Dreiecksgiebeln und den ionischen Söllern erinnert in ihrem Stil der klassizisierenden Neurenaissance beispielsweise an das Anwesen Promenadestraße 6, das das Stadtarchiv Bad Kissingen beherbergt.